# Tập đoàn quân 3 (Liên Xô)
Tập đoàn quân 3 (tiếng Nga: 3-я армия) là một đơn vị quân sự chiến lược cấp Tập đoàn quân của Hồng quân Liên Xô hoạt động trong thời gian Chiến tranh Thế giới thứ hai.

## Chiến dịch Ba Lan
Tập đoàn quân 3 được thành lập vào ngày 15 tháng 9 năm 1939 từ Nhóm Tác chiến Vitebsk(Lực lượng này một phần của Phương diện quân Belorussian, đã được thành lập bốn ngày trước đó từ Quân khu đặc biệt Belorussia để chuẩn bị cho cuộc xâm lược Ba Lan của Liên Xô). Đơn vị do Komkor Vasily Kuznetsov là tư lệnh.Tập đoàn quân bao gồm Quân đoàn súng trường 4 với các Sư đoàn súng trường 50 và 27, ngoài ra còn có Sư đoàn súng trường 5, Sư đoàn kỵ binh 24, các Lữ đoàn xe tăng 22 và 25.Tổng quân số là 121.968 người, trang bị 752 khẩu pháo và 743 xe tăng vào ngày 17 tháng 9.
Tập đoàn quân 3 tham chiến lần đầu tiên vào tháng 9 năm 1939, trong chiến dịch tại Belarus và Ba Lan. Cuộc xâm lược được tiến hành theo các điều khoản của Hiệp ước Molotov-Ribbentrop, chia cắt Ba Lan cho Liên Xô và Đức Quốc xã và đảm bảo rằng không nước nào sẽ tấn công nước kia.
Đội hình tham chiến ngày 2 tháng 10 năm 1939:
- Quân đoàn súng trường 10
  - Sư đoàn súng trường 5
  - Sư đoàn súng trường 50
  - Sư đoàn súng trường 115
- Quân đoàn súng trường 3
  - Sư đoàn súng trường 139
  - Sư đoàn súng trường 150
- Quân đoàn kỵ binh 3
  - Sư đoàn kỵ binh 7
  - Sư đoàn kỵ binh 36
- Quân đoàn xe tăng 15
- Lữ đoàn xe tăng 25

## Mặt trận phía Đông
Sau khi chiến dịch Barbarossa nổ ra, Tập đoàn quân 3 bao gồm ba quân đoàn: Quân đoàn súng trường 4 (bao gồm các Sư đoàn súng trường 27, 56 và 85), Quân đoàn súng trường 21 (bao gồm các Sư đoàn súng trường 17, 24, 37 và 50) và Quân đoàn súng trường cơ giới 11(bao gồm các Sư đoàn xe tăng 29, 33 và Sư đoàn cơ giới 204).
Tập đoàn quân 3 gia nhập Phương diện quân Tây, Phương diện quân Trung tâm, Phương diện quân Bryansk trong các trận chiến phòng thủ Grodno, Lida và Novogrudok.
Tập đoàn quân 3 cũng tham gia trận Smolensk, nơi quân Đức chiếm được thành phố sau một chiến dịch khó khăn kéo dài hai tháng, và trận Moskva, trong đó cuộc phản công mùa đông của Hồng quân do Nguyên soái Georgy Zhukov chỉ huy đã đánh lui Cụm Tập đoàn quân Trung tâm hơn 70 dặm (110 km) khỏi Moskva. Trong nửa sau cuộc chiến tại Mặt trận phía Đông, Tập đoàn quân 3 tham gia Trận Kursk. Tại đây lực lượng Liên Xô vượt trội về quân số và trang bị, kết hợp với việc sử dụng hệ thống phòng thủ chống tăng, đã đánh bại quân Đức, do đó ngăn chặn Chiến dịch Zitadelle và cướp đi mọi hy vọng của Quân đội Đức về một chiến thắng trên Mặt trận phía Đông. Tập đoàn quân 3 cũng tham gia các trận tấn công Bryansk, Gomel – Rechitsa và Rogachev-Zhlobin. Trong giai đoạn cuối của cuộc chiến, Tập đoàn quân 3 đã tham gia Chiến dịch Bagration, Chiến dịch Đông Phổ và cuộc tiến vào miền Đông nước Đức, nơi đơn vị tham gia vào Trận Berlin.
Vào ngày 01 tháng 5 năm 1945 Tập đoàn quân 3 bao gồm các Quân đoàn súng trường 35 (bao gồm các Sư đoàn súng trường 250, 290 và 348), Quân đoàn súng trường 40 (bao gồm các Sư đoàn súng trường 5, 129 và 169), Quân đoàn súng trường 41(bao gồm các Sư đoàn súng trường Cận vệ 120, 269 và 283), Lữ đoàn Pháo binh Quân đoàn 4, Lữ đoàn Pháo binh 44, Trung đoàn Pháo phòng không 584 và đơn vị khác.

## Hậu chiến tranh thế giới thứ hai
Bộ chỉ huy Tập đoàn quân được rút về Byelorussia, nơi nó được tổ chức lại vào tháng 8 năm 1945 và tồn tại trong thời gian ngắn của Quân khu Belorussian-Litva. Quân khu Belorussian-Litva, theo một nguồn Internet Séc (valka), tồn tại từ ngày 31 tháng 12 năm 1944 - ngày 9 tháng 7 năm 1945, sau đó nó được kế tục bởi Quân khu Minsk. Vào thời điểm này Tập đoàn quân bao gồm ba Quân đoàn súng trường với chín sư đoàn súng trường. Sau đó, tất cả các đơn vị ngoại trừ Sư đoàn Súng trường Cận vệ 120 'Rogachev' bị giải tán.
Tập đoàn quân được tái thành lập một thời gian ngắn với trụ sở chính tại Slutsk khi Quân khu Belorussia đang được cải tổ, đặt dưới quyền chỉ huy của Thượng tướng Nikolai Gusev từ tháng 7 năm 1946, nhưng lại bị giải tán vào tháng 3 năm 1947.

## Danh sách chỉ huy
- Vasily Kuznetsov (1 tháng 9 năm 1939 - 25 tháng 8 năm 1941)
- Yakov Kreizer (25 tháng 8 - 13 tháng 12 năm 1941)
- Pyotr Pshennikov (13 - 28 tháng 12 năm 1941), hy sinh khi chiến đấu
- Pavel Batov (28 tháng 12 năm 1941 - 11 tháng 2 năm 1942)
- Filipp Zhmachenko (11 tháng 2 năm 1942 - 12 tháng 5 năm 1942)
- Pavel Korzun (12 tháng 5 năm 1942 - 26 tháng 6 năm 1943)
- Alexander Gorbatov (27 tháng 6 năm 1943 - 9 tháng 7 năm 1945).